# Марсель Коммуні
Марсель Коммуні (фр. Marcel Communeau; 11 вересня 1885, Бове — 26 липня 1971, Бове) — французький регбіст, грав за збірну Франції.

## Спортивна кар'єра
З 1906 по 1913 рік зіграв 21 матч за збірну Франції, 18 з яких в ролі капітана команди. 1 січня 1906, взяв участь у першому міжнародному матчі проти збірної Нової Зеландії в Парижі та в першому турнірі п'яти націй, який відбувся в 1910 (та наступні три турніри) — також як капітан. Збірна Франції стала першою командою, яка виграла міжнародний матч проти збірної Шотландії в 1911.
Будучи капітаном він старався інтегрувати фронтових гравців у всіх фазах гри, а не обмежувати їх просто ролями підкидувачів.
Він не грав в першому дивізіоні, проте його було покликано зіграти в національному командному турнірі у 2010 році. Після того, тренер клубу заявив, що «немає необхідності міняти склад команди!». Це було ще до того, як він став капітаном Стад Франсе.
У 2015 він отримав почесне місце в Світовий Зал Слави Регбі..

## Ордени
- Військовий хрест: 1918
- Орден Почесного легіону: 1932 (звання офіцера)

## Досягнення
Топ 14
- Чемпіон: 1908
- Фіналіст: 1905, 1906, 1907